# Latin American Poker Tour
Il Latin American Poker Tour (LAPT) è la maggiore manifestazione di poker sportivo dell'America Latina; è iniziato nel maggio 2008.
Similmente all'EPT e al APPT è sponsorizzato dal PokerStars.
Nella sua prima stagione vi sono stati 3 eventi:
- LAPT Rio de Janeiro, in Brasile dal 3 al 5 maggio 2008
- LAPT San José, in Costa Rica dal 22 al 24 maggio 2008
- LAPT Punta del Este, in Uruguay dal 7 al 9 agosto 2008